# Bougneau
Bougneau település Franciaországban, Charente-Maritime megyében. Lakosainak száma 632 fő (2022. január 1.). Bougneau Biron, Échebrune, Pérignac, Pons, Saint-Léger és Saint-Seurin-de-Palenne községekkel határos.

## Népesség
A település népességének változása:
| Lakosok száma | 490  | 459  | 450  | 500  | 598  | 612  | 605  | 600  | 612  | 632  |
|               | 1968 | 1982 | 1990 | 2006 | 2013 | 2015 | 2017 | 2019 | 2020 | 2022 |